# Stelgidopteryx
Stelgidopteryx es un género de aves paseriformes perteneciente a la familia Hirundinidae. Es originario de América.

## Especies
Actualmente el género contiene las siguientes especies:
- Golondrina aserrada — Stelgidopteryx serripennis (Audubon, 1838)
- Golondrina gorgirrufa — Stelgidopteryx ruficollis (Vieillot, 1817)